# Wayne Morris (acteur britannique)
Pour les articles homonymes, voir Morris et Wayne Morris.
Wayne Morris (né Adam Morris en 1964) est un acteur britannique qui a joué dans la série télévisée Génial Génie. Il y joue le rôle du père d'Emma et de Sophie Norton.